# Associazione magistrati della Corte dei conti
L'Associazione magistrati della Corte dei conti, costituita il 17 febbraio 1949, ha lo scopo di tutelare l'esercizio della funzione dei Magistrati della Corte dei conti nonché i loro interessi morali ed economici.

## Storia
Tra i suoi compiti ci sono, inoltre, quello di assicurare il contributo dell'esperienza degli associati nell'elaborazione delle riforme legislative inerenti all'ordinamento ed alle funzioni dell'Istituto; di promuovere l'attuazione di un ordinamento che realizzi l'indipendenza e l'autonomia della Magistratura della Corte dei conti in conformità alla Costituzione e alle esigenze di un regime democratico. Viene riconosciuta con veste giuridica formale per tutti i fini previsti dalla legge il 21 febbraio 1977. Alla data del 21 febbraio 1977 l'Associazione contava 570 iscritti a fronte di un organico di 585 magistrati di ruolo della Corte dei conti.

### Gli organi associativi
Gli organi dell'Associazione sono l'Assemblea generale, il Consiglio direttivo, la Giunta esecutiva, il Presidente, il Collegio dei probiviri e il Collegio dei revisori dei conti.
- Il Presidente
- Il Consiglio direttivo
- La Giunta esecutiva
- Il Collegio dei probiviri
- Il Collegio dei revisori dei conti
- L'Assemblea dei soci

### Il presidente
L'attuale presidente dell'Associazione Magistrati della Corte dei conti è la cons. Paola Briguori
Già Vice Procuratore generale della Corte dei conti presso la Procura Generale, Paola Briguori svolge ora le sue funzioni nel Collegio per il controllo concomitante presso la Sezione Centrale di controllo sulla gestione delle Amministrazioni dello Stato, da poco istituito.
È stata componente del Consiglio di presidenza della Corte dei conti ed è stata eletta in Consiglio direttivo dell'Associazione nelle due precedenti consiliature, rivestendo, nell'ultima, anche il ruolo di componente della Giunta esecutiva.

### Il Consiglio direttivo
Il Consiglio direttivo è composto di 24 membri oltre il Presidente. Il Consiglio è convocato dal Presidente, di regola una volta al mese o quando ne facciano richiesta scritta almeno 7 dei suoi componenti. Per la validità delle deliberazioni è necessaria la presenza di almeno 13 componenti ed il voto favorevole della maggioranza dei presenti. (art. 11 Statuto).
Le funzioni del Consiglio direttivo previste dall'articolo 12 dello Statuto.

### La Giunta esecutiva
La Giunta esecutiva, oltre al Presidente, è composta di 6 membri eletti dal Consiglio direttivo nel suo seno, di cui due con funzioni rispettivamente di Vice Presidente e di Segretario Generale. La Giunta esecutiva è convocata dal Presidente, anche su richiesta di 2 dei componenti. Per la validità delle sue deliberazioni è necessaria la presenza di almeno 4 dei suoi componenti. In caso di parità di voti prevale quello del Presidente. (art. 14 dello Statuto).